# Проценко, Олег Дмитриевич
Олег Дмитриевич Проценко (27 октября 1932, Киев — 15 марта 2021, Москва) — доктор экономических наук (1973), главный редактор журнала «Российское предпринимательство», являлся членом редакционной коллегии немецкого журнала «Betriebswirtschaft» и португальского журнала «Галилей» (Лиссабон); профессор и проректор Академии народного хозяйства при Правительстве РФ (с 1994), заместитель директора Института менеджмента и маркетинга; председатель экспертного совета ВАК по экономике.

## Биография
Олег Проценко родился 27 октября 1932 года в Киеве в семье инженера Дмитрия Лаврентьевича Проценко (1903—1981) и его жены Людмилы Ивановны (1899—1988), являвшейся инженером в советской пищевой промышленности. В 1956 году Олег окончил физико-математический факультет Одесского государственного университета имени И. И. Мечникова, получив диплом физика-теоретика, и с 1956 по 1960 год работал на кафедре математики в новосибирском Институте инженеров водного транспорта. Затем он поступил в аспирантуру на кафедру планирования народного хозяйства Московского института народного хозяйства имени Г. В. Плеханова (МИНХ). В 1963 году успешно защитил кандидатскую диссертацию — на тему «Экономико-математический анализ расширенной модели межотраслевого баланса» (по другим данным — «Вопросы экономико-математического анализа планового межотраслевого баланса (по расширенной схеме)»).
В период с 1963 по 1965 год Проценко являлся старшим научным сотрудником в недавно созданном Научно-исследовательском институте по проектированию вычислительных центров и систем экономической информации (НИИ ЦСУ СССР); с 1965 по 1966 год являлся заведующим лабораторией в Центральном научно-исследовательском экономическом институте (ЦЭНИИ) при Госплане РСФСР. В 1966—1980 годах состоял заведующим отделом и заместителем директора в Научно-исследовательском институте экономики и организации материально-технического снабжения (НИИМС) при Госплане СССР.
В 1968 году Проценко стал доцентом МИНХа. В 1973 году он успешно защитил докторскую диссертацию на тему «Межотраслевой баланс и планирование хозяйственных связей» (по другим данным — «Моделирование процессов в материально-техническом снабжении»); стал доктором экономических наук. В 1978 году он занял пост профессора в том же ВУЗе. С декабря 1994 года он является профессором и проректором Академии народного хозяйства при Правительстве РФ. Являлся также директором факультета «Институт менеджмента и маркетинга» академии и председателем докторского диссертационного совета.
Проценко состоит членом нескольких академий: он является действительным членом Академии естественных наук, Международной Академии менеджмента, Академии экономических наук и предпринимательства, Международной Академии регионального развития и сотрудничества (МАРС), а также — Международной Академии организационных наук и Муниципальной Академии. Получил звание почетный доктора наук от университета Барселоны и вошёл в состав расширенного правления программы МВА в двух немецких университетах: в Магдебурге и в Билефельде. Являлся заместителем председателя и председателем экспертного совета ВАК по экономике; входит в состав экспертного совета ВАК. Проценко является главным редактором журнала «Российское предпринимательство»; также являлся членом редакционной коллегии немецкого журнала «Betriebswirtschaft» и португальского журнала «Галилей» (Лиссабон). 3 августа 2015 года вошёл в редакционный совет журнала «Логистика».

## Работы
Олег Проценко является автором и соавтором более 170 публикаций (статей, глав и книг), посвященных, преимущественно вопросам российского предпринимательства (в частности, проблемам управления запасами и логистики, оптимизации хозяйственных связей и развитию рыночных отношений):
- Вопросы экономико-математического анализа планового межотраслевого баланса (по расширенной схеме) : [дис…] / О. Д. Проценко, Ин-т нар. хоз-ва им. Г. В. Плеханова. Каф. планир. нар. хоз-ва. — М., 1963. — 322 с. : табл.
  - Вопросы экономико-математического анализа планового межотраслевого баланса : (По расшир. схеме) : Автореферат дис. на соискание ученой степени кандидата экономических наук / М-во торговли РСФСР. Моск. ордена Трудового Красного Знамени ин-т нар. хозяйства им. Г. В. Плеханова. Кафедра планирования нар. хозяйства. — Москва : [б. и.], 1963. — 18 с.
- Моделирование процессов в материально-техническом снабжении : Автореферат дис. на соискание ученой степени доктора экономических наук. (08.00.13) / Моск. ин-т нар. хоз-ва им. Г. В. Плеханова. — Москва : [б. и.], 1973. — 57 с.
- Организация планирования и управления материально-техническим снабжением : Учеб. пособие / О. Д. Проценко. — М. : АНХ, 1982. — 86 с.[2][3]
- Планирование долговременных хозяйственных связей / О. Д. Проценко, Д. И. Соловейчик. — Москва : Экономика, 1976. — 143 с.
- Теория, практика и искусство управления. В. И. Кнорринг. Научная редакция и предисловие О. Д. Проценко, М., Норма-ИнфраМ, 1999.
- Логистика и управление цепями поставок — взгляд в будущее : макроэкономический аспект / О. Д. Проценко, И. О. Проценко ; Российская акад. нар. хоз-ва и гос. службы при Президенте Российской Федерации. — Москва : Дело, 2012. — 191 с. ISBN 978-5-7749-0663-5.
- Коммерческая деятельность : учебник / О. Д. Проценко, Г. Я. Резго, Л. А. Сосунова ; М-во образования и науки Российской Федерации, Самарский гос. экономический ун-т. — Самара : Изд-во Самарского гос. экономического ун-та, 2010. — 366 с. ISBN 978-5-94622-335-5.

## Награды
- Орден «Знак Почёта»

## Семья
Олег Проценко женат на Ирине Константиновне Проценко (ранее — Юрова) — инженере-проектировщике; в семье есть дочь Инга (род. 1965) — доктор экономических наук.